# Domingo en llamas
Domingo en llamas fue un proyecto musical venezolano iniciado en Caracas en 2005 por José Ignacio Benítez, único miembro constante, hasta 2017.

## Historia
José Ignacio Benítez fue parte de Master Gurú, banda que logró cierta fama al ganar la edición del Festival Nuevas Bandas en 2003, separándose poco después de esto, en 2004, tras lo cual se creó Domingo en llamas.
Entre 2005 y 2014 Domingo en llamas editó doce álbumes de manera independiente, cuatro de estos publicados en 2014 simultáneamente, en los que Benítez colaboró con Juanma Trujillo y Simón Hernández, así como acreditó la participación de distintos alter egos de sí mismo. Estos últimos cuatro álbumes fueron interpretados en el Festival de Cantautores, en un concierto en el Centro Cultural Chacao en junio de 2016.
En 2017 el proyecto anunció vía Facebook su final debido a la crisis económica venezolana y la continuación de Benítez en futuros proyectos, entre los que se incluían el estreno del álbum Pajarera vertical con Gustavo Guerrero, entonces director musical de Natalia Lafourcade, y con Laura Guevara.

## Estilo musical
El proyecto abarcó una amplia gama de géneros que van desde el folk, rock, jazz, blues, synth pop y ritmos tradicionales venezolanos. El medio Analítica definió su música como «poesía rock y psicodelia tropical de alto impacto emocional».
A nivel lírico, algunas de las composiciones de Benítez son declamadas. En la canción Recuerdos de la democracia la letra repasa la historia de los últimos cuarenta años del siglo XX en Venezuela.

## Álbumes
- Domingo en llamas (2005)
- Ciudades sumergidas (2006)
- Historias de disociados y proscritos (2006)
- Desiertos canónicos del folklore (2007)
- Color de presencia (2007)
- Fledermaus (2008)
- Truccatore (2009)
- Harto tropical (2010)
- El clan de las luces (2014)
- Canciones sobre un éxtasis de harta contemplación (2014)
- Adolfo Prieto 232 (2014)
- Nicanor (2014)